# كيوشي ميكي
كيوشي ميكي (باليابانية: 三木清؛ بالكانا: みき きよし) هو فيلسوف ياباني، ولد في 5 يناير 1897 في هيوغو في اليابان، وتوفي في 26 سبتمبر 1945.

## وصلات خارجية
- كيوشي ميكي على موقع الموسوعة البريطانية (الإنجليزية)